# Tommaso Becket
Tommaso Becket (in inglese Thomas Becket; Londra, 21 dicembre 1118 – Canterbury, 29 dicembre 1170) è stato un arcivescovo cattolico inglese.
Lord cancelliere del Regno d'Inghilterra dal 1154, venne eletto arcivescovo di Canterbury e primate d'Inghilterra nel 1162. Ostile ai propositi di Enrico II di ridimensionamento dei privilegi ecclesiastici, ne pagò il prezzo con la vita. Fu infatti ucciso nella cattedrale di Canterbury nel 1170. Nel febbraio 1173 venne proclamato santo (San Tommaso di Canterbury) e ascritto nel catalogo dei martiri da papa Alessandro III durante un soggiorno dello stesso a Segni nei pressi di Anagni.

## Biografia
Nato a Londra, venne avviato sin dall'infanzia alla carriera ecclesiastica: dopo la prima formazione ricevuta presso l'abbazia di Merton, approfondì gli studi a Parigi e, tornato in patria, entrò a servizio dell'arcivescovo di Canterbury Teobaldo di Bec.

### Cancelliere di Enrico II
Teobaldo, riconosciutene le capacità, ne fece uno dei suoi più stretti collaboratori: lo inviò ad approfondire lo studio del diritto canonico a Bologna e ad Auxerre; Tommaso accompagnò l'arcivescovo al concilio di Reims nel 1148 e, nel 1154, venne ordinato diacono e nominato prevosto di Beverley e arcidiacono della cattedrale.
Enrico II, succeduto nel 1154 a Stefano di Blois come re d'Inghilterra, consigliato dal clero, lo nominò cancelliere del Regno, subito dopo l'incoronazione. Divenuto cancelliere di Enrico II, era la persona più vicina al re e, custode del sigillo reale, era la persona di maggior fiducia (Pietro, abate di Troyes, in una lettera gli scrisse: Chi non sa che voi siete secondo al re in quattro regni?) che aveva più potere di Riccardo de Lucy, detto il Leale (1089 – Lesnes Abbey, 14 luglio 1179), gran giustiziere d'Inghilterra dal 1154 al 1179. Tommaso venne persino accusato di trascurare i suoi doveri di arcidiacono di Canterbury. Contro le aspettative dell'episcopato e dei baroni che ne avevano assecondato la nomina, il nuovo cancelliere assecondò la grande opera riformatrice del sovrano, tesa a limitare l'indipendenza dei feudatari e a ristabilire l'ordine e l'autorità monarchica: Enrico si servì della buona conoscenza che Tommaso aveva del diritto romano per creare un'amministrazione centralizzata, controllata dalla Curia regis.

### Episcopato
L'amicizia di Enrico II gli consentì di essere nominato, pare riluttante, arcivescovo di Canterbury e primate d'Inghilterra nel 1162 (il predecessore Teobaldo di Bec era morto, nell'aprile del 1161), proprio perché il re voleva evitare conflitti. Il nuovo ufficio determinò un mutamento nell'atteggiamento di Tommaso Becket, che da allora difese soltanto gli interessi del clero, incurante dei progetti politici del sovrano.
Il conflitto con Enrico II ebbe inizio per una disputa sul caso in cui una corte secolare avrebbe potuto processare un ecclesiastico che avesse commesso un reato. Enrico tentò di assoggettare Becket e gli altri prelati facendogli giurare di obbedire ai "costumi del reame", ma la controversia si sviluppò attorno al tema di cosa costituissero tali costumi, e la Chiesa, nel concilio di Westminster (ottobre 1163) si mostrò riluttante a sottomettersi. Prima della fine di quell'anno, Enrico ottenne che diversi vescovi rivedessero le loro posizioni e, alla fine, intervenne anche papa Alessandro III, a convincere lo stesso Becket, che promise il suo assenso alle consuetudini (le approvò con la riserva salvo ordine nostro et jure Ecclesiae).
Al concilio di Clarendon, vicino a Salisbury (gennaio 1164), Becket approvò le consuetudini, ma quando dovette porre la firma sullo scritto che le codificava si rifiutò di firmarle, non condividendo alcuni dei 16 articoli delle Costituzioni di Clarendon. Con quest'ultimo documento, Enrico II cercava di diminuire i poteri della Chiesa in Inghilterra. Tra le varie clausole, le Costituzioni di Clarendon imponevano infatti che gli uomini di Chiesa dovessero essere processati, oltre che da un tribunale ecclesiastico, anche da un tribunale laico, e che le nomine più importanti della Chiesa (vescovi, arcivescovi, ecc.) dovessero essere approvate dal re.

### Esilio in Francia
La resistenza dell'arcivescovo suscitò l'ira del re. A seguito di un acceso scambio alla corte di Enrico, sentendosi minacciato, Tommaso Becket cercò rifugio in Francia anche per sollecitare di persona l'appoggio di papa Alessandro III, che si trovava in esilio in Francia a causa di dissensi tra il collegio dei cardinali: partì dal porto di Sandwich il 2 novembre 1164 e venne accolto benevolmente da Luigi VII (interessato a indebolire Enrico II, che controllava già tutta la parte occidentale della Francia e mirava a espandere i suoi domini alla contea di Tolosa). A causa della sua posizione precaria, il pontefice Alessandro III rimase neutrale nel dibattito, anche se profuse molte energie nel sostenere Becket, che soggiornò dapprima nel monastero cistercense di Pontigny, in Borgogna, poi nell'abbazia benedettina di Sens.
Anche dal suo esilio Becket continuò a contrastare i tentativi di Enrico II di trovare un accordo con papa Alessandro III sui privilegi del clero: la sua opposizione alle Costituzioni di Clarendon impedì la conclusione degli accordi.

### Assassinio nella cattedrale
Dovettero trascorrere alcuni anni prima che vi fossero segni di distensione tra il primate e il re. Il 6 gennaio 1169 Enrico venne in Francia per un incontro con Luigi VII: Tommaso lo incontrò a Montmirail, ma non riuscì ad avere garanzie sulla propria incolumità in caso di rientro in patria, né diede segno di volersi sottomettere alle decisioni del re.
Il 22 luglio 1170, a Fréteval in Normandia, si giunse a una sorta di riconciliazione tra il Primate e il re: la risoluzione delle questioni dibattute venne rimessa alle decisioni di un futuro concilio. Becket fece quindi ritorno in Inghilterra e il 1º dicembre di quell'anno si confrontò di nuovo con Enrico, questa volta circa l'incoronazione di Enrico il Giovane, celebrata da Ruggero, suo avversario e vescovo di York. Enrico promise di riparare all'offesa, ma rifiutò di dargli il bacio della pace; Becket chiese di sospendere tutti i prelati che avevano preso parte all'incoronazione e il giorno di Natale, nella chiesa di Canterbury denunciò tutti i suoi nemici, specialmente quelli che avevano approfittato della sua assenza. La molto citata, ma probabilmente apocrifa, frase di Enrico II riecheggia nei secoli: "Chi mi libererà da questi preti turbolenti?"
Anche se i violenti attacchi di Enrico contro Becket nel corso degli anni sono ben documentati, questa volta quattro dei suoi cavalieri presero il re alla lettera, anche se in seguito lo stesso re negò le sue intenzioni. I quattro (Reginald FitzUrse, Richard le Breton, Guglielmo di Tracy e Ugo di Morville) si recarono immediatamente in Inghilterra, dove assassinarono a colpi di spada Becket nella cattedrale di Canterbury, durante gli uffici divini, il 29 dicembre 1170.

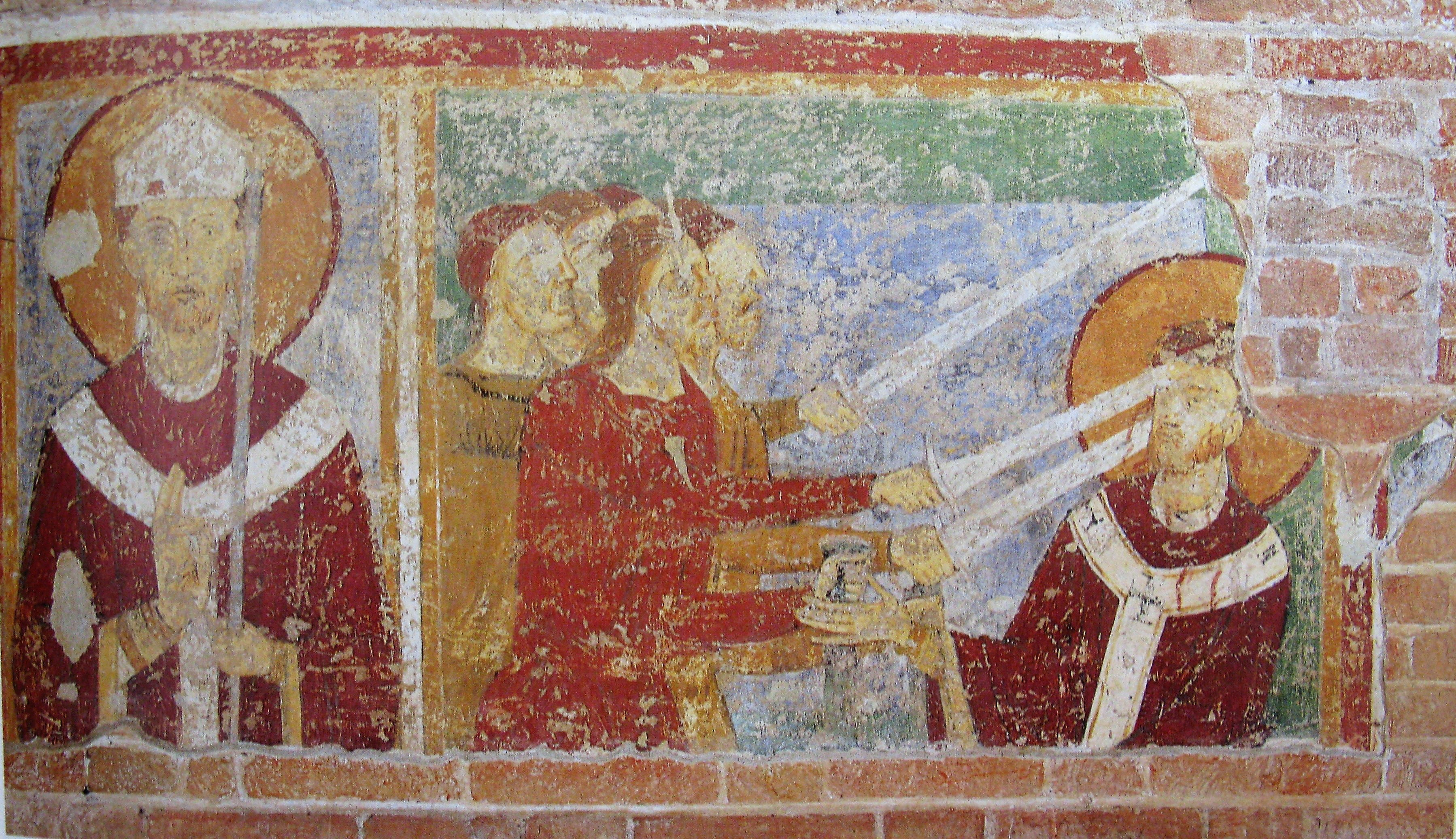
Assassinio di Tommaso Becket, prima metà del XIII secolo, Pavia, chiesa di San Lanfranco

L'arcivescovo di Sens, il 25 gennaio 1171, pubblicò l'interdetto contro gli Stati di Enrico II, a cui fu proibito l'ingresso in chiesa, e inoltre i vescovi che si erano ribellati a Tommaso Becket vennero scomunicati. Papa Alessandro, in aprile, confermò le condanne. Il 21 maggio 1172, ad Avranches, Enrico II ricevette però l'assoluzione dai legati papali.

## Culto
L'emozione suscitata dall'assassinio nella cattedrale fece sì che intorno alla sua figura si sviluppasse rapidamente un culto. Papa Alessandro III lo canonizzò il 21 febbraio 1173 nella chiesa di Santa Lucia a Segni, a poco più di due anni dalla morte. Spostatosi ad Anagni agli inizi del 1174, papa Alessandro III diede notizia della canonizzazione anche al capitolo della cattedrale di Canterbury. Così, il culto del "nuovo martire" della Chiesa nacque fra Segni e Anagni per poi spargersi dalla Svezia alla Terrasanta. Di lì a breve, la cattedrale di Canterbury divenne meta di numerosi pellegrinaggi, descritti anche nei Racconti di Canterbury di Geoffrey Chaucer che spinsero Enrico II a sottoporsi a una pubblica penitenza il 12 luglio 1174.

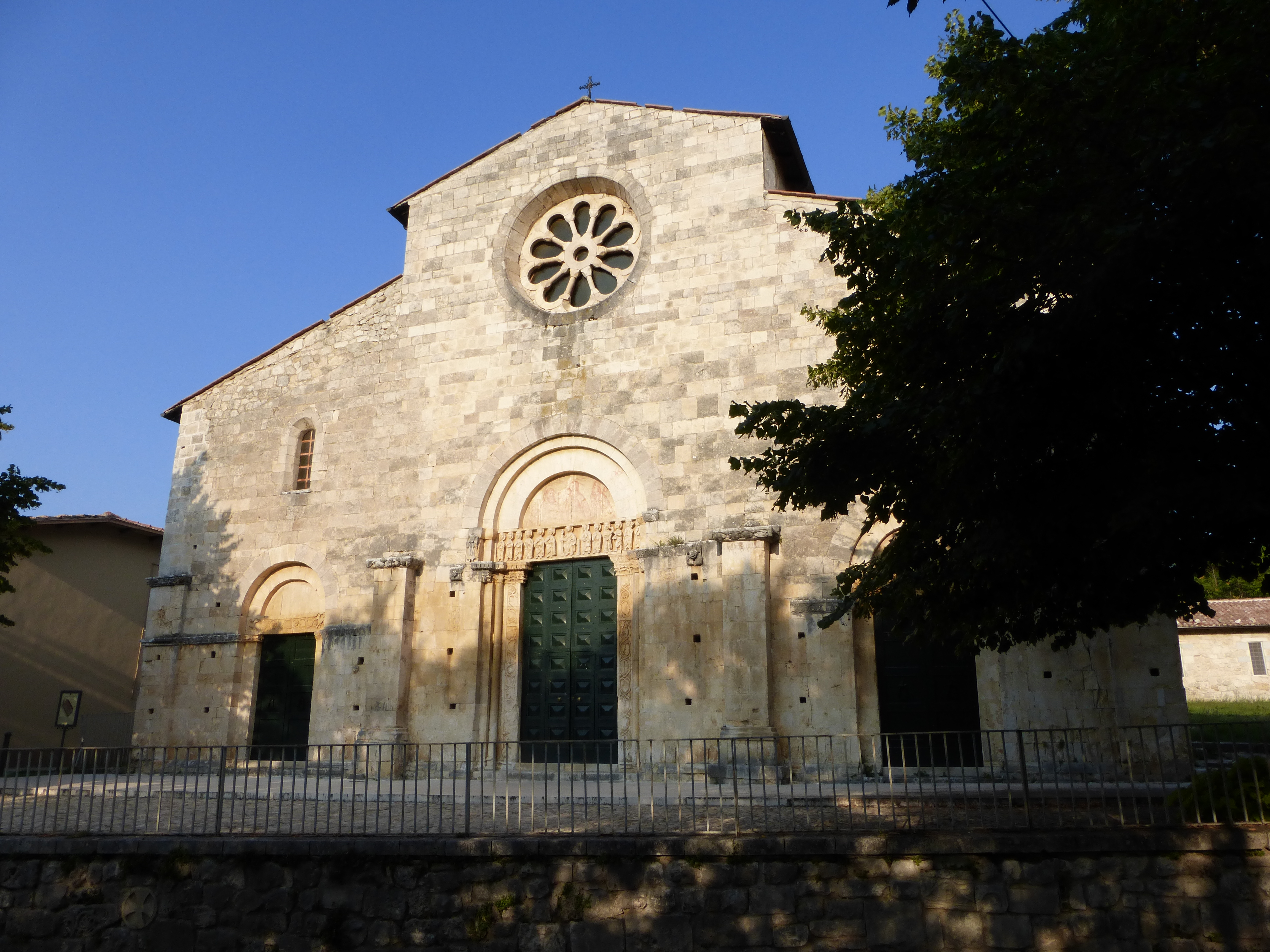
Chiesa di San Tommaso Becket di Caramanico Terme

Ben presto Tommaso divenne simbolo della resistenza cattolica all'assolutismo politico. Le sue reliquie vennero diffuse in tutta Europa attraverso decine di reliquiari prodotti appositamente.
La memoria liturgica ricorre il 29 dicembre.
Nella cattedrale di Anagni si trova il cosiddetto "oratorio di San Tommaso Becket", antico mitreo trasformato in oratorio cristiano, situato accanto alla famosa cripta, la quale è considerata la "Cappella Sistina del Medioevo". Secondo recenti studi, si deve proprio alla volontà di papa Alessandro III l'idea di riadattare un ambiente a livello della cripta della cattedrale di Anagni a oratorio e dedicarlo all'arcivescovo inglese da lui stesso reso santo. Il vano è completamente decorato (in più fasi) da pitture che includono: un ciclo veterotestamentario; un breve ciclo cristologico; santi papi e un Giudizio universale con vergini sagge e folli e psicostasia. Il programma iconografico della prima fase (1174-1179), dell'epoca di Alessandro III, presenta per la prima volta in arte quattro episodi dei momenti finali della vita di san Thomas Becket tra cui figura la scena dell'assassinio. In esso è conservato un prezioso ciclo pittorico datato all'ultimo quarto del XII secolo, in cui il santo arcivescovo è rappresentato in piedi accanto al Cristo benedicente sulla parete di fondo.
Il duomo di Marsala è dedicato a san Tommaso di Canterbury: secondo la leggenda una nave che trasportava colonne corinzie per la costruzione di una chiesa dedicata al santo in Inghilterra, in seguito a una tempesta, arenò a Marsala. Interpretato l'evento come un segno divino, i marsalesi fecero erigere la chiesa nel 1177 circa.

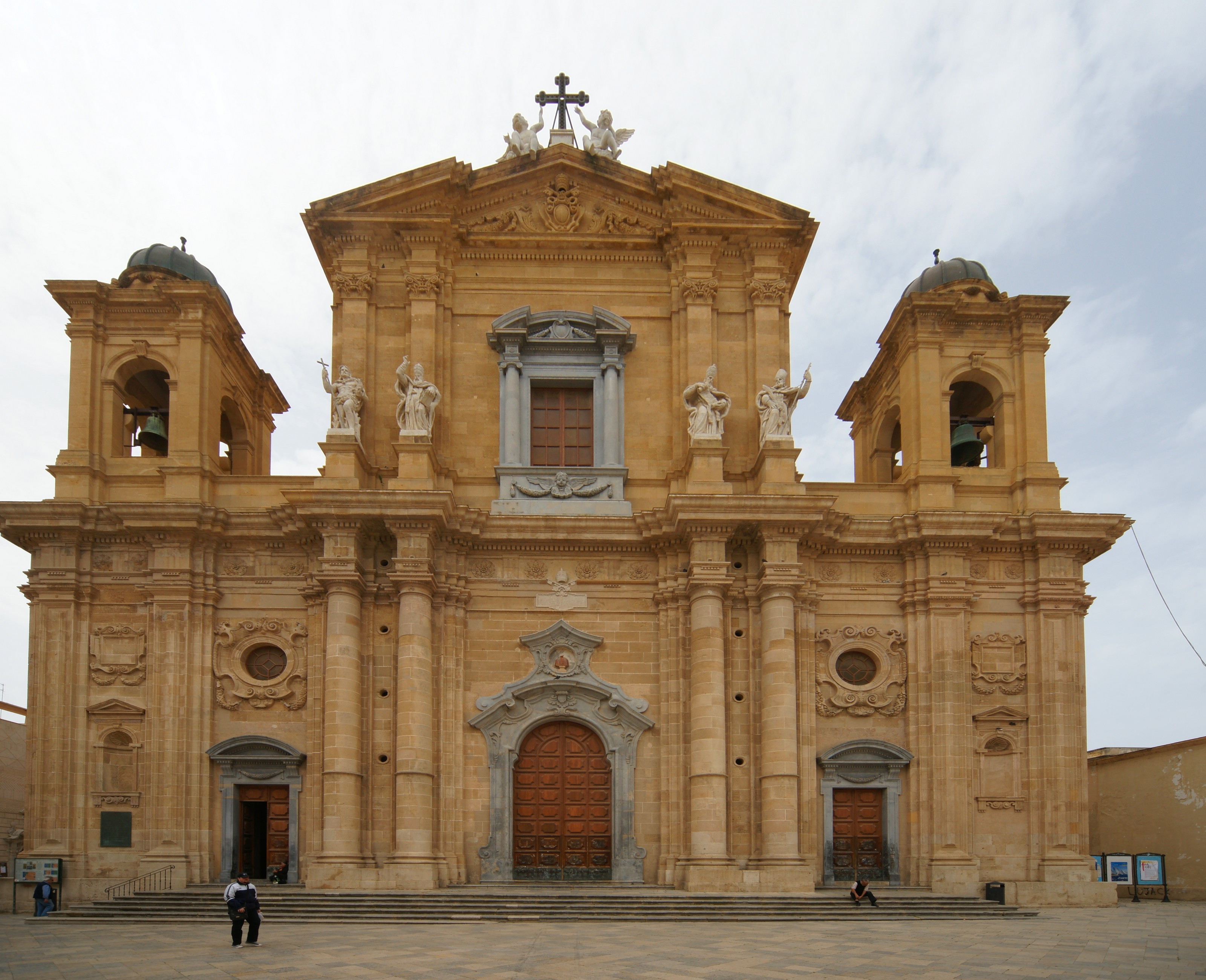
La Chiesa Madre di Marsala intitolata a San Tommaso.

In realtà il culto del santo in Sicilia fu diffuso da Giovanna, figlia di Enrico II d'Inghilterra e moglie di Guglielmo II d'Altavilla, re di Sicilia, per espiare le colpe del padre, accusato di aver fatto uccidere il santo: nella serie delle immagini a mosaico dell'abside del costruendo duomo di Monreale, Guglielmo II volle comprendere anche l'effigie di Tommaso di Canterbury. Nella seconda metà del XII secolo venne riconvertita una moschea del quartiere Civita di Catania in chiesa dedicata al culto di Tommaso Cantuariense.
A Caramanico Terme (PE) nella località San Tommaso si trova la chiesa di San Tommaso Becket, parte rimanente di un complesso benedettino più vasto, risalente al XII secolo.
Nella basilica di Aquileia in Friuli si trova una pala di san Tommaso Becket di Canterbury, che può essere datata con una certa precisione al 1180 e che si deve alla volontà del patriarca Ulrico di Treven. Mostra l'arcivescovo di Canterbury alla sinistra di Cristo, mentre al lato opposto è collocato san Pietro. Il ruolo di Tommaso è sottolineato dal fatto che egli, al pari di Cristo, mostra un rotolo spiegato, simbolo dei diritti ecclesiastici. Nella chiesa di San Lanfranco a Pavia, il martirio del santo è raffigurato in un affresco dei primissimi anni del Duecento.

Nella chiesa di San Giorgio di Rualis nei pressi di Cividale del Friuli si trova un affresco del XIV secolo in cui è rappresentata la scena del martirio di san Tommaso Becket. 

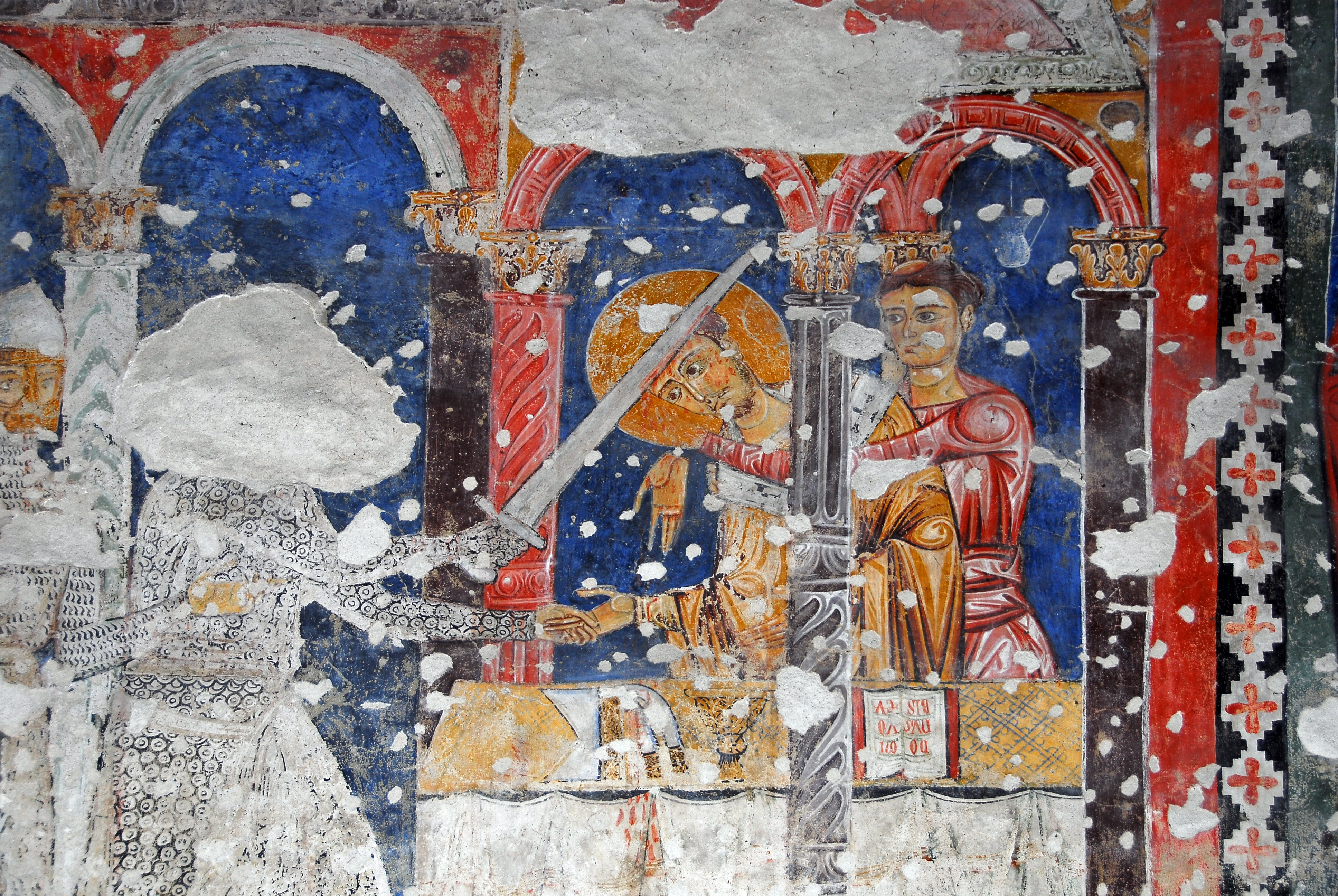
Il Martirio di Thomas Becket. Spoleto

Lo stesso martirio è rappresentato anche in un affresco attribuito ad Alberto Sotio posto all'interno dell'ex chiesa dei Santi Giovanni e Paolo a Spoleto.
Nella chiesa bolognese di San Salvatore si conserva uno splendido polittico ligneo di Vitale da Bologna in cui è effigiato san Tommaso Becket. Quest'opera proviene da una cappella, abbattuta all'inizio del Seicento per fare posto alla chiesa attuale, dedicata al santo dagli studenti inglesi dell'Università di Bologna, che volevano preservare anche all'estero il culto del martire medievale.
Nel museo diocesano di Fermo è custodita la casula di san Tommaso Becket, frutto dell'arte tessile di origine araba datata al 1116, dono alla chiesa fermana della madre del santo in ricordo dell'amicizia tra san Tommaso e il vescovo fermano Presbitero.
Nel museo diocesano di Treviso è conservato un grande affresco risalente al XII secolo, nel quale è raffigurata l'uccisione di san Tommaso Becket.
Nel duomo di Sansepolcro si conserva un affresco di scuola riminese della fine del XIV secolo raffigurante la Madonna in trono tra i santi Tommaso Becket e Caterina d'Alessandria.
Più recente, risalente agli anni 1970 a Sant'Agata li Battiati. comune della città metropolitana di Catania, è l'intitolazione di una parrocchia al Santo insieme ai martiri inglesi vittime anche loro delle persecuzioni anticattoliche avvenute in Inghilterra tra il 1535 e il 1681.

## Influenza culturale

Lo stemma di Canterbury

Lo stemma della città di Canterbury, che data al 1380, ma non registrato fino al 1619, è lo stemma di Tommaso Becket (d'argento a tre gracchi corallini al naturale) con "capo d'Inghilterra", parte dello stemma reale dell'Inghilterra (di rosso al leopardo d'oro).
Il primo scrittore a celebrare Becket fu Erberto di Bosham, uno dei suoi più stretti amici e collaboratori, che tra il 1184 e il 1186 scrisse la sua prima agiografia, la Vita s. Thomae. Nel XIV secolo Geoffrey Chaucer scrisse la sua più famosa opera, I racconti di Canterbury, ispirandosi al pellegrinaggio che si svolgeva annualmente per visitare la tomba di Tommaso Becket nella cattedrale di Canterbury.
Alla vicenda di Tommaso Becket, lo scrittore inglese Thomas Stearns Eliot ispirò il suo dramma Assassinio nella cattedrale; il drammaturgo francese Jean Anouilh scrisse Becket ou l'honneur de Dieu, portato anche sullo schermo, con il titolo di Becket e il suo re, interpretato da Peter O'Toole e Richard Burton, e lo scrittore Ken Follett nel suo capolavoro I pilastri della terra narra dell'assassinio di Tommaso Becket nella fase finale del libro. Herman Melville nel sedicesimo capitolo di Moby Dick paragona gli assi della nave Pequod alla lastra dove Becket venne ucciso e che veniva venerata dai pellegrini inglesi.
Al martirio di Becket e al dramma di Eliot si è ispirato anche il compositore Ildebrando Pizzetti per la sua tragedia Assassinio nella cattedrale.
Assassinio nella cattedrale è anche il titolo dell'adattamento cinematografico del 1951, girato in bianco e nero e premiato alla Mostra del Cinema di Venezia.
In Toscana è diffuso il detto Per san Tommè, cresce il dì quanto il gallo alza un piè, ovvero si comincia a percepire un piccolissimo aumento della luce diurna rispetto al giorno più corto.

## Genealogia episcopale e successione apostolica
La genealogia episcopale è:
- Arcivescovo Robert di Jumièges
- Vescovo Guglielmo il Normanno
- Arcivescovo Lanfranco di Canterbury
- Arcivescovo Tommaso di York
- Arcivescovo Anselmo d'Aosta
- Vescovo Richard de Belmeis
- Arcivescovo William de Corbeil
- Vescovo Enrico di Blois
- Arcivescovo Tommaso Becket

La successione apostolica è:
- Vescovo Roberto di Melun (1163)
- Vescovo Ruggero di Worcester (da Gloucester) (1143)